# Gediminas Mesonis
Gediminas Mesonis (* 9. November 1968 in Vilnius; † 26. Juli 2022 ebenda) war litauischer Verfassungsrechtler, Professor für Öffentliches Recht. Von 2011 bis 2021 war er Richter des Verfassungsgerichts der Republik Litauen.

## Leben
Von 1986 bis 1991 absolvierte das Studium der Physik an der Vilniaus pedagoginis universitetas in der litauischen Hauptstadt Vilnius und wurde Lehrer. 1996 absolvierte er das Bachelorstudium und 1998 das Masterstudium an der Mykolas-Romeris-Universität (MRU). Am 1. Dezember 2000 promovierte er an der Lietuvos teisės universitetas zum Thema „Litauische Staatsform: Vergleich im Kontext der MOEL“ (Lietuvos valdymo forma: lyginamasis aspektas Vidurio ir Rytų Europos kontekste). Er war an der MRU als Professor tätig. Zu seinen Lehrgebieten gehören Rechtsvergleichung und litauisches Verfassungsrecht. Seine Forschungsgebiete sind außerdem Staatsform und Gewaltenteilung, Parlamentarismus und Menschenrechte. Seit 2006 war er Professor des Lehrstuhls für Verfassungsrecht. Vom 15. März 2011 bis 2021 war er Richter am Verfassungsgericht der Republik Litauen.
In juristischen litauischen und ausländischen Zeitschriften publizierte Gediminas Mesonis über zehn wissenschaftliche Artikel und nahm an internationalen Konferenzen teil. Als Gastprofessor war er an den Universitäten Bonn, Kiel (Institut für Osteuropäisches Recht), Utrecht (Niederlande), Brescue (Italien).
Mesonis war verheiratet. Mit Frau Simona, Direktorin der Abteilung für Verwaltungs- und Strafjustiz des Litauischen Justizministeriums, hat er einen Sohn und eine Tochter.

## Arbeiten
- Monografie Valstybės valdymo forma konstitucinėje teisėje: Lietuvos Respublika Vidurio ir Rytų Europos kontekste, 2003.
- Mitautor der Monografie Konstitucingumas ir pilietinė visuomenė, 2002.
- Mitautor der Monografie Informacinių technologijų visuomenė: humanitarinės interpretacijos, 2002.
- Mitautor der Monografie Informacinės ir teisinės visuomenės sandūra globalizacijos epochoje, 2003.
- Mitautor des Lehrbuchs Lietuvos konstitucinė teisė, I-asis leidimas 2001 m., II-asis leidimas 2002.